# Mġarr
Mġarr (także jako Imġarr) – jedna z jednostek administracyjnych na Malcie. Mieszka tutaj 3 629 osób. Położona jest w północno-zachodniej, stosunkowo mało zurbanizowanej części głównej wyspy. Leży nad zatokami: Ġnejna Bay, Għajn Tuffieħa oraz Fomm ir-Riħ Bay. Przez miejscowość przebiega linia obronna piechoty Falca Gap Entrenchment oraz linia fortyfikacji Victoria Lines.

## Turystyka
Najważniejsze zabytki to ruiny neolitycznych świątyń Ta’ Ħaġrat oraz Skorba, obie znajdują się na liście światowego dziedzictwa UNESCO. Znajduje się tu także:
- Wieża Ta’ Lippija
- Wieża Għajn Tuffieħa z 1637 roku
- Zammitello Palace z XIX wieku
- Rzymskie łaźnie w Għajn Tuffieħa, pozostałości ruin łaźni z okresu Starożytnego Rzymu
- kościół farny (Mgarr Parish Church)

Przy granicy znajduje się Fort Binġemma.

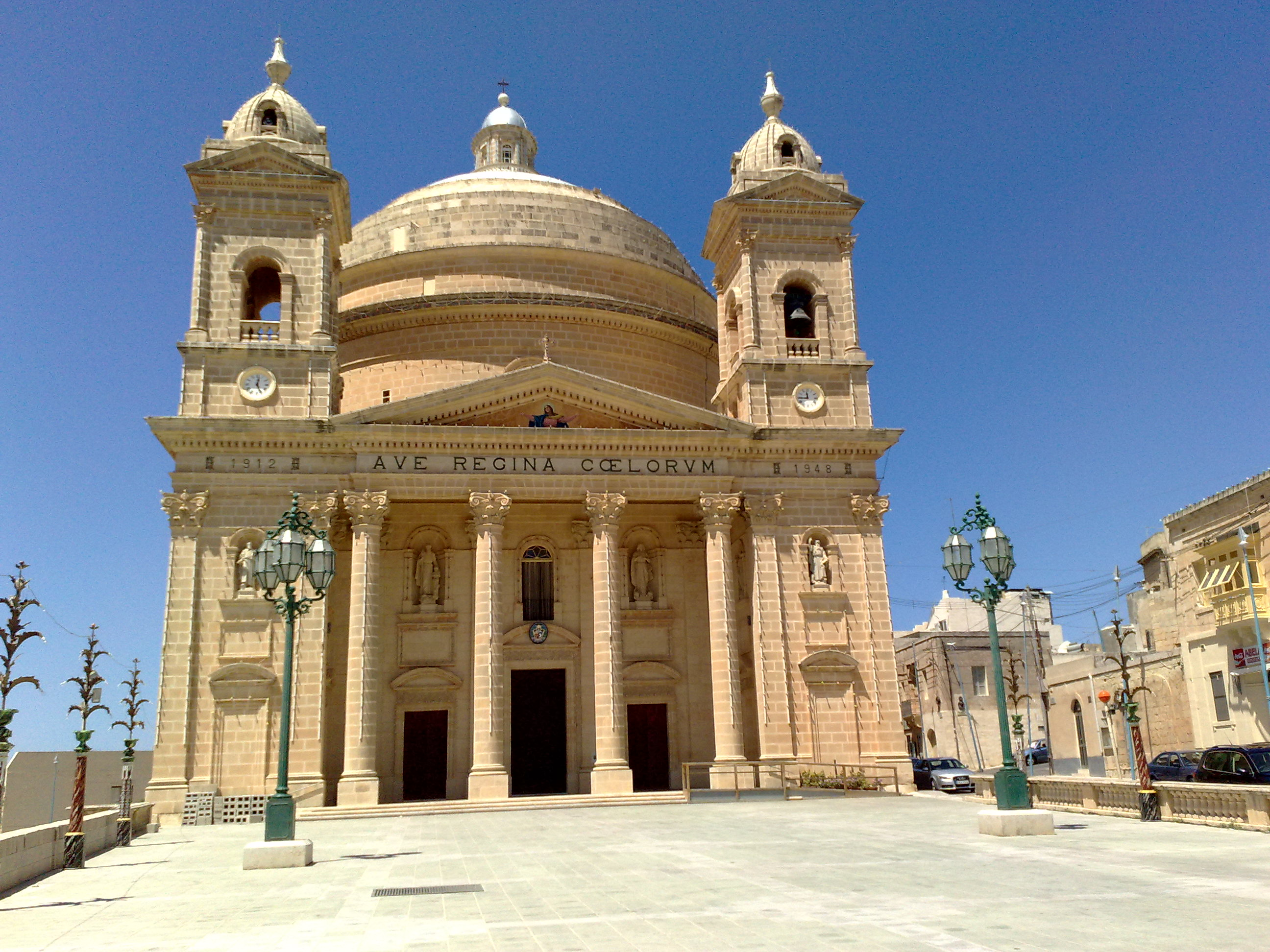
Mgarr Parish Church
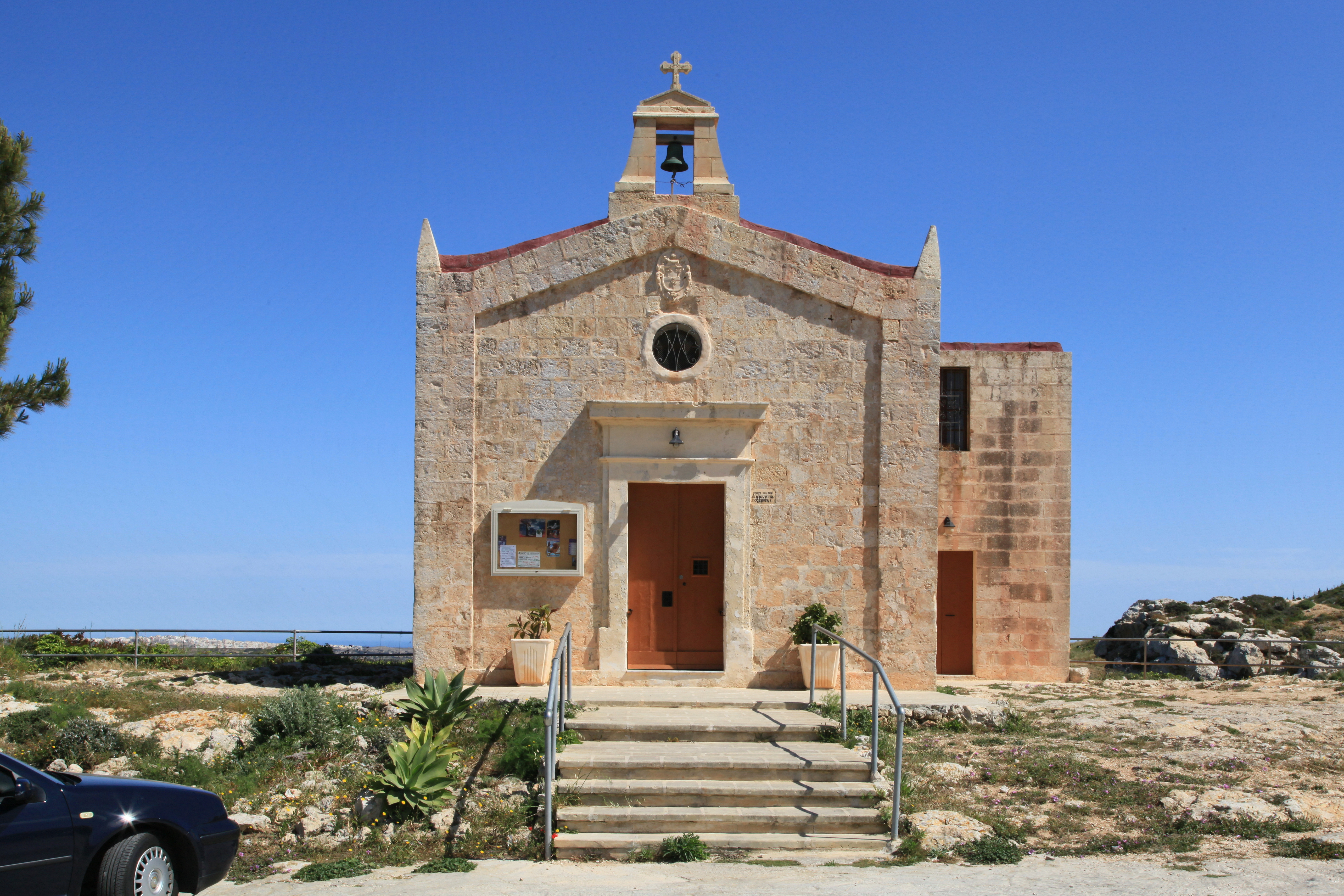
Kaplica Chapel of Our Lady of Itria
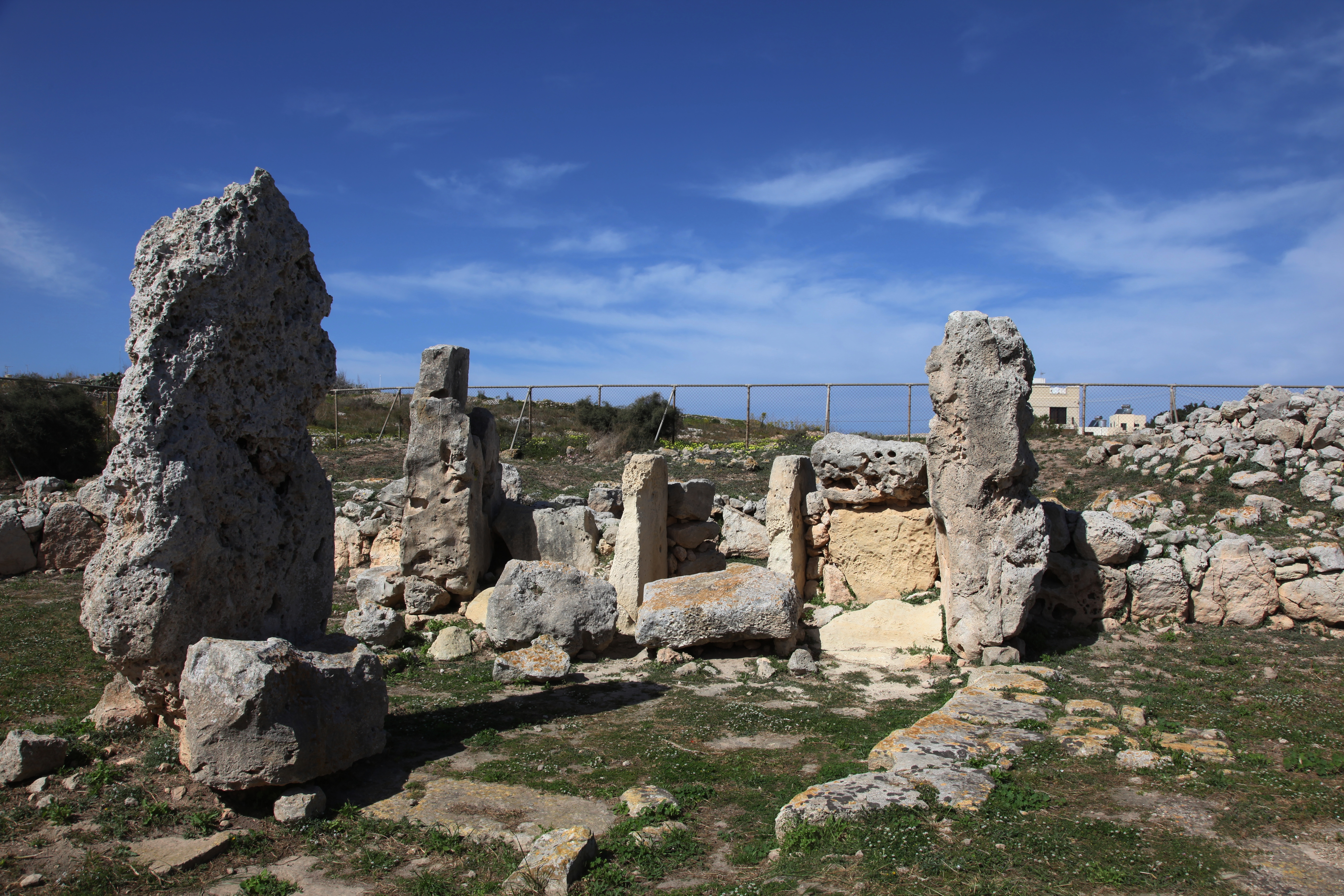
Skorba, ruiny neolitycznych świątyń
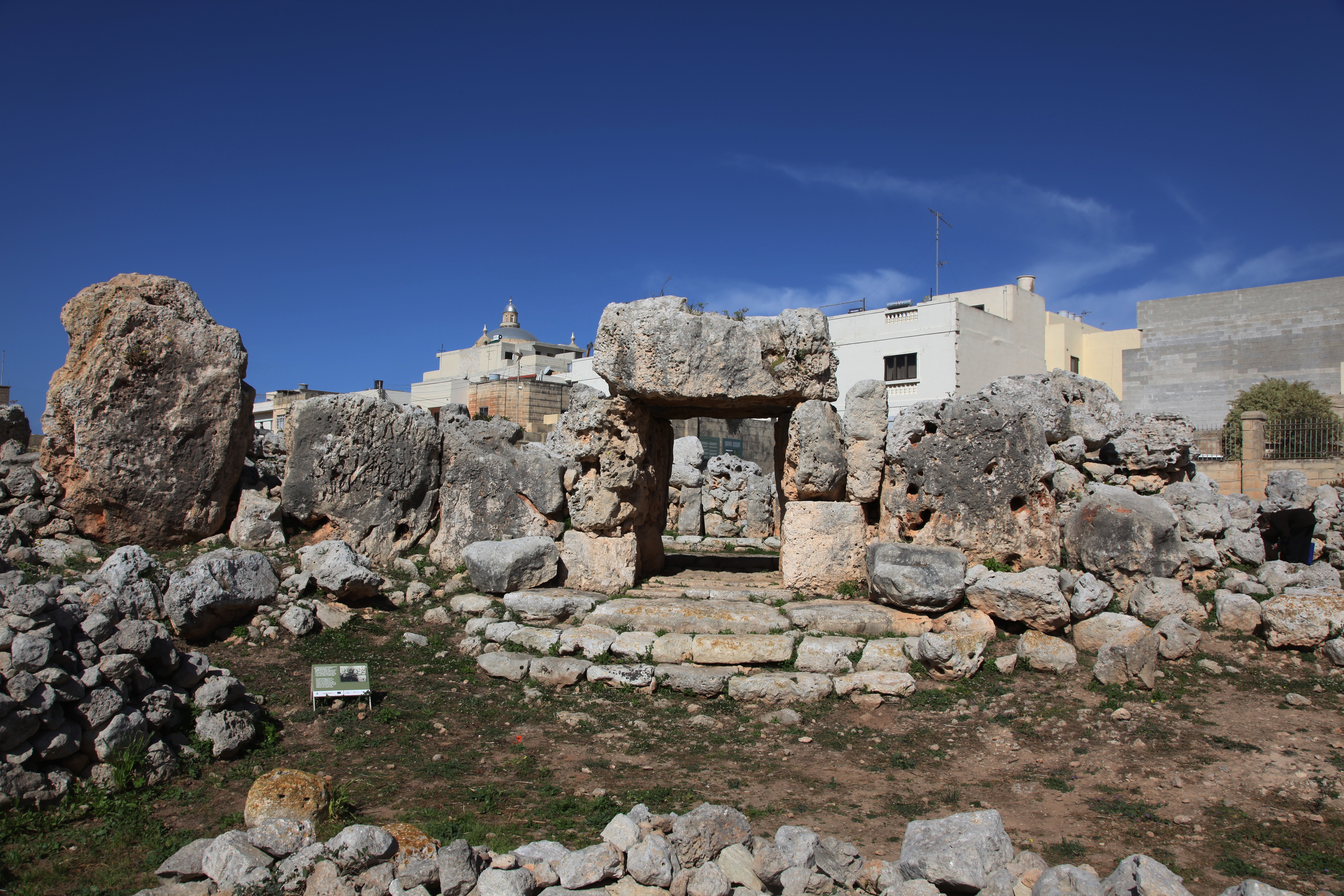
Ta’ Ħaġrat, ruiny neolitycznych świątyń
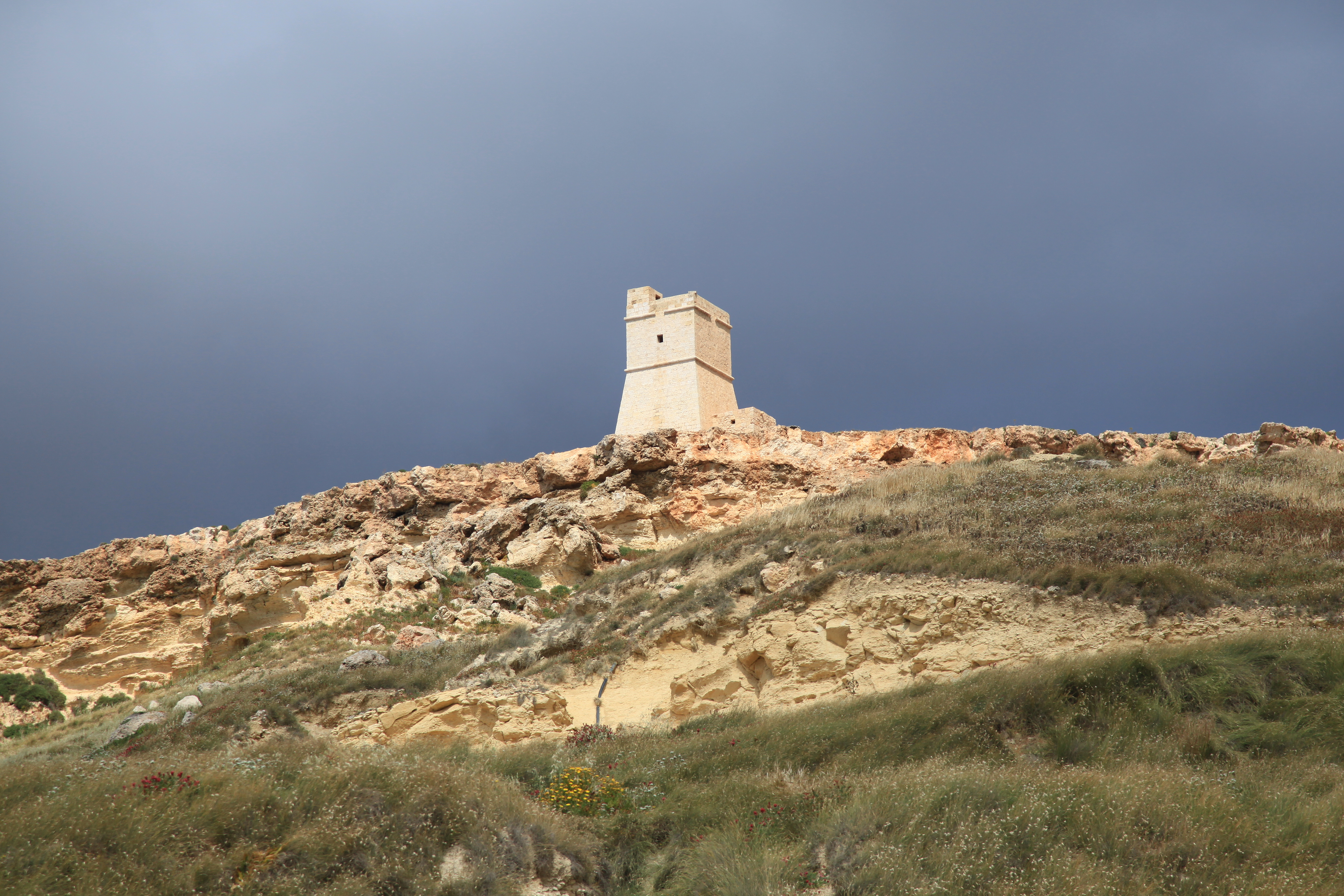
Wieża Ta’ Lippija
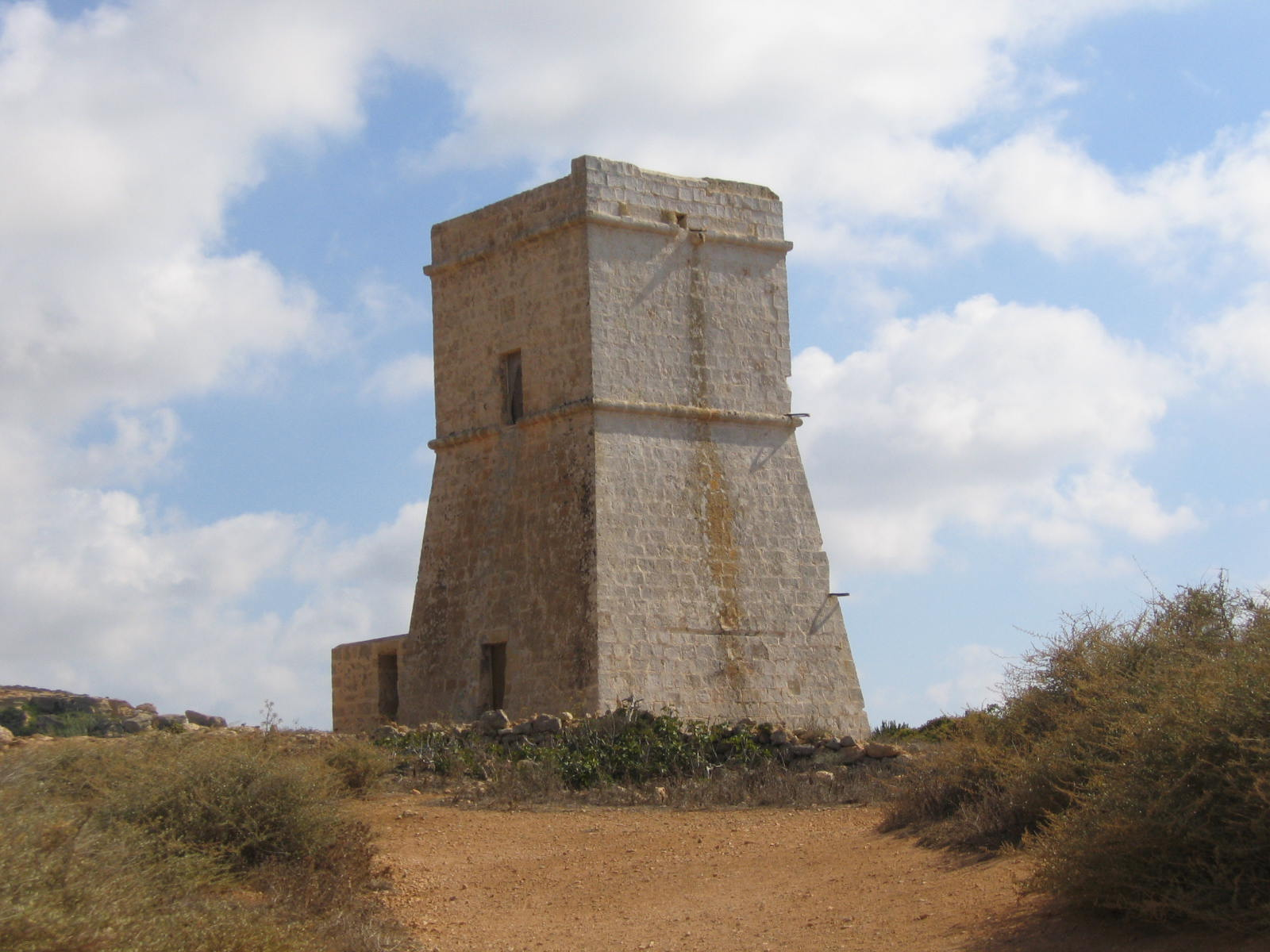
Wieża Għajn Tuffieħa
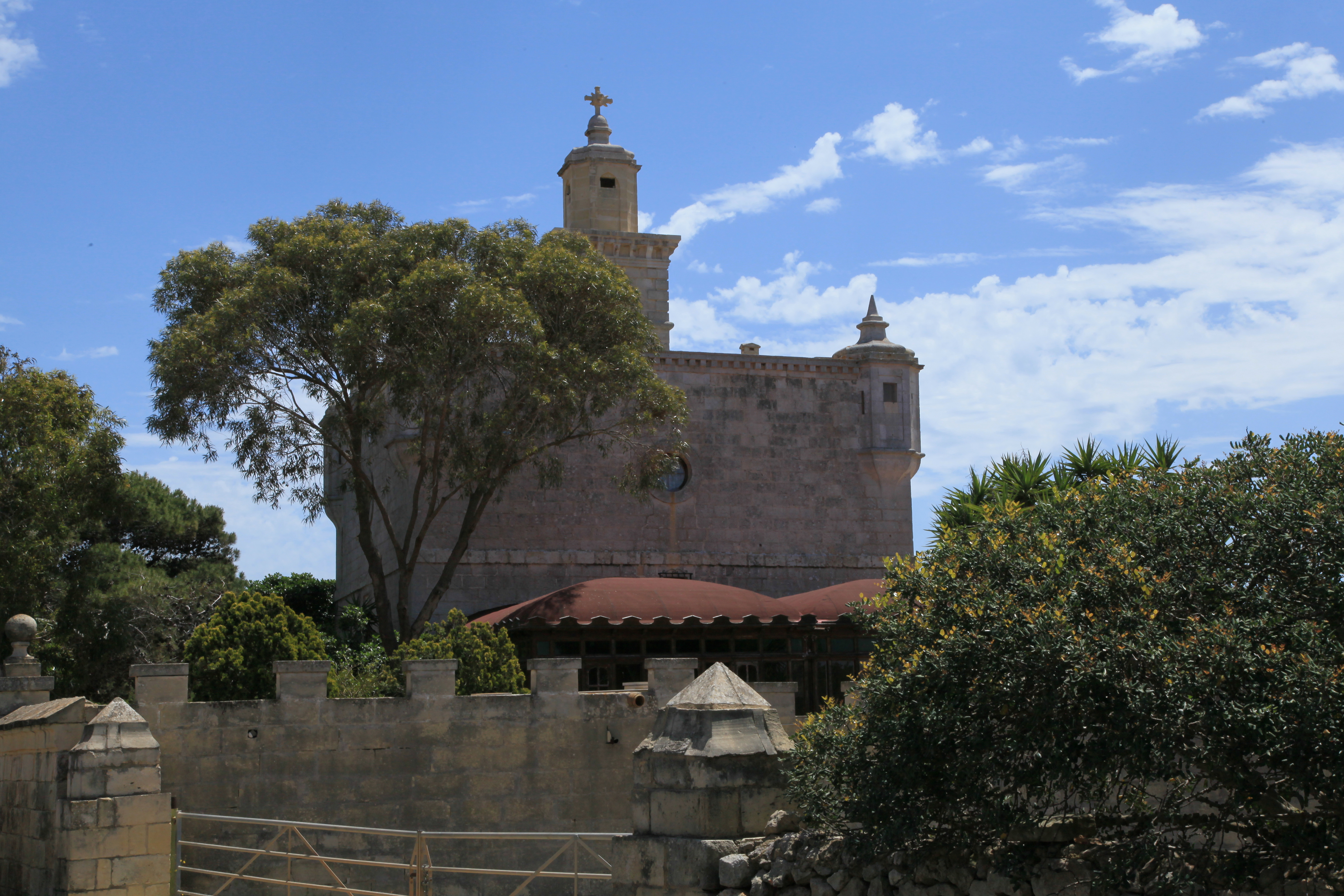
Castello Zamittello
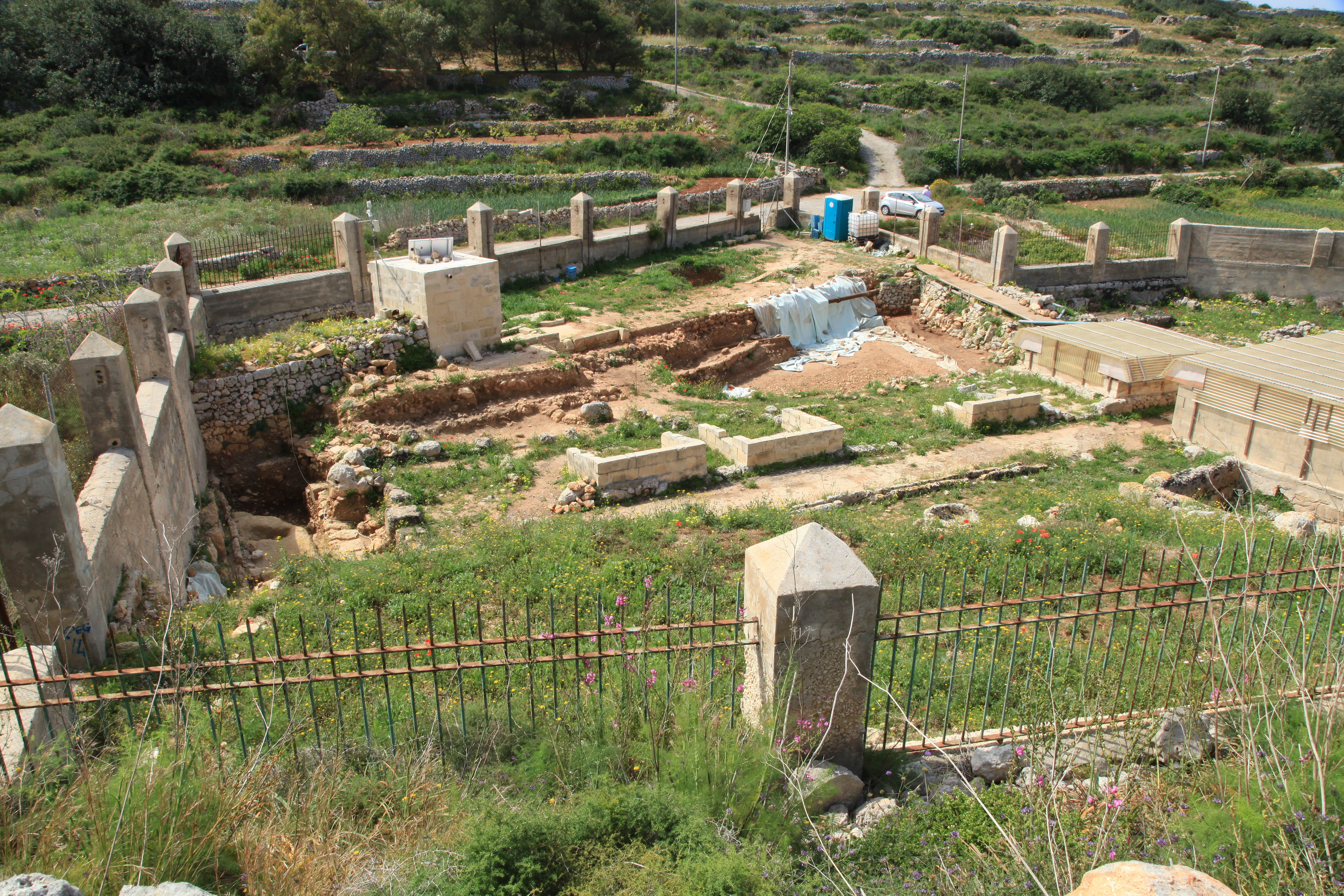
Rzymskie łaźnie w Għajn Tuffieħa
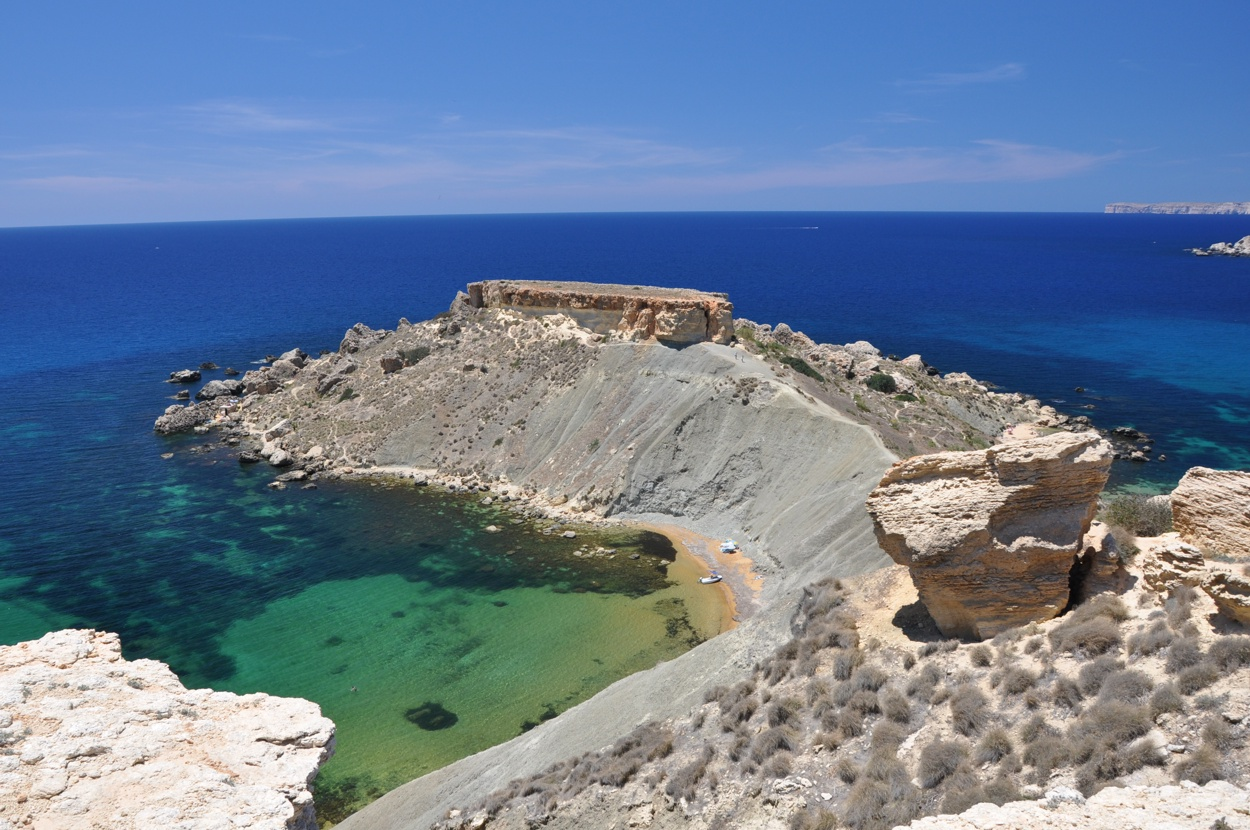
Zatoka Ġnejna Bay

## Sport
W miejscowości funkcjonuje klub piłkarski Mġarr United F.C. Powstał w 1967 roku. Obecnie gra w Maltese Second Division, trzeciej maltańskiej lidze.